# SpaceX COTS Demo Flight 1
SpaceX COTS Demo Flight 1 – pierwsza misja testowa bezzałogowego statku zaopatrzeniowego Dragon firmy SpaceX. Wystrzelony w 2010 roku jako pierwszy statek prywatnej firmy osiągnął orbitę, był to również pierwszy lot demonstracyjny w ramach programu NASA Commercial Orbital Transportation Services (COTS). Głównym celem tej misji było przeprowadzenie manewrów na orbicie oraz wykonanie deorbitacji i wejście w atmosferę. Misja ta obejmowała również przetestowanie napraw w rakiecie Falcon 9, które odkryto podczas pierwszego lotu tej rakiety.

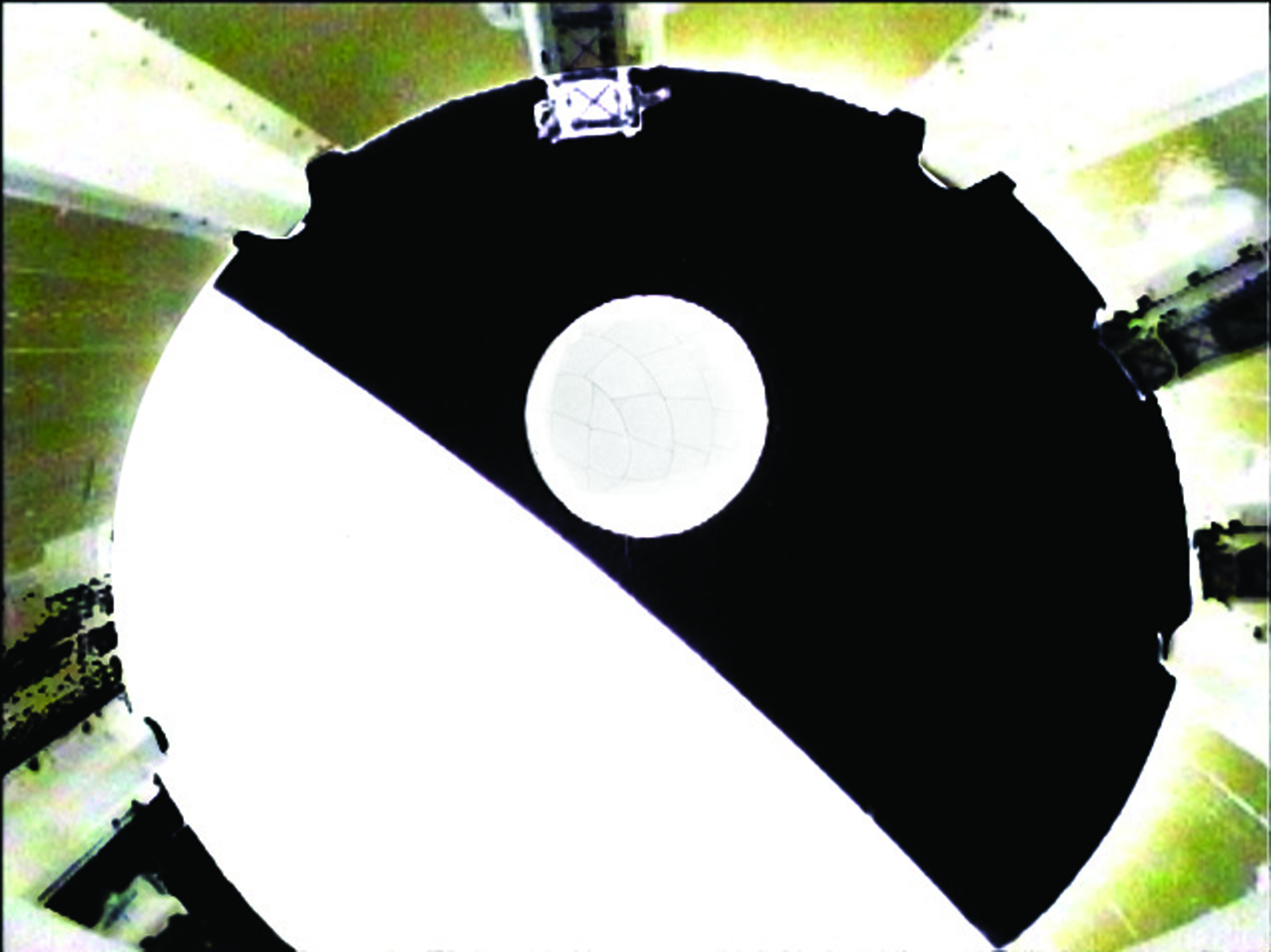
Oddzielenie statku dragon COTS-1, widoczne z drugiego stopnia rakiety.

Start odbył się 8 grudnia 2010 o godzinie 15:43 UTC w drugim planowanym oknie startowym. Sukces tej misji pozwolił SpaceX na realizację swoich planów dotyczących statku, po udanych testach na orbicie, deorbitacji i lądowania na spadochronach, SpaceX zaproponował NASA aby dwa następne testy połączyć w jeden oraz o pozwolenie na dokowanie do ISS w następnym locie.

## Przebieg lotu
- Start z misją COTS-1 nastąpił 8 grudnia 2010 o godzinie 15:43 UTC
- 9 minut i 30 sekund później Dragon odłącza się od drugiego stopnia rakiety.
- Następują około 3 godziny (2 pełne orbity) testów manewrowych i wydanie polecenia deorbitacji.
- O godzinie 18:02 UTC Dragon woduje na Pacyfiku, 20 minut później jest wyławiany.

## Galeria

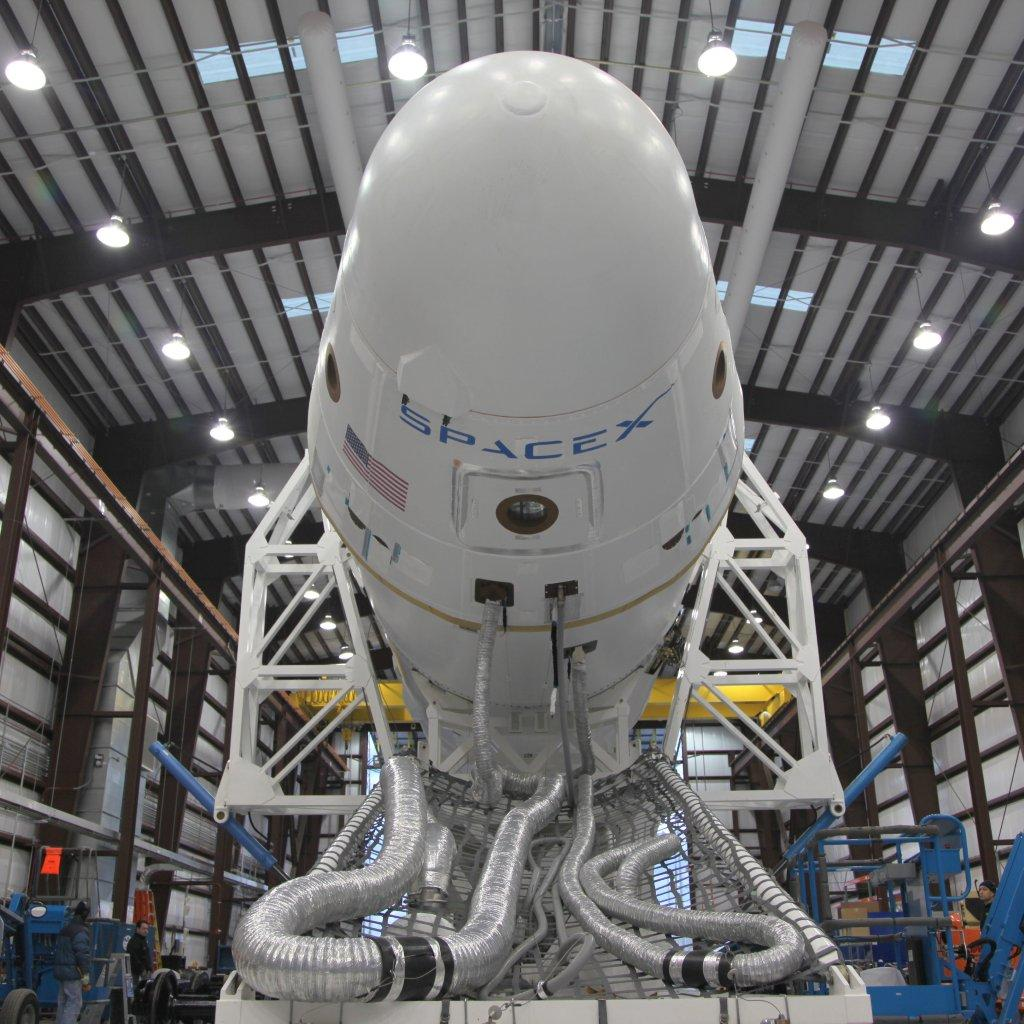
Rakieta z misją COTS-1 w hangarze
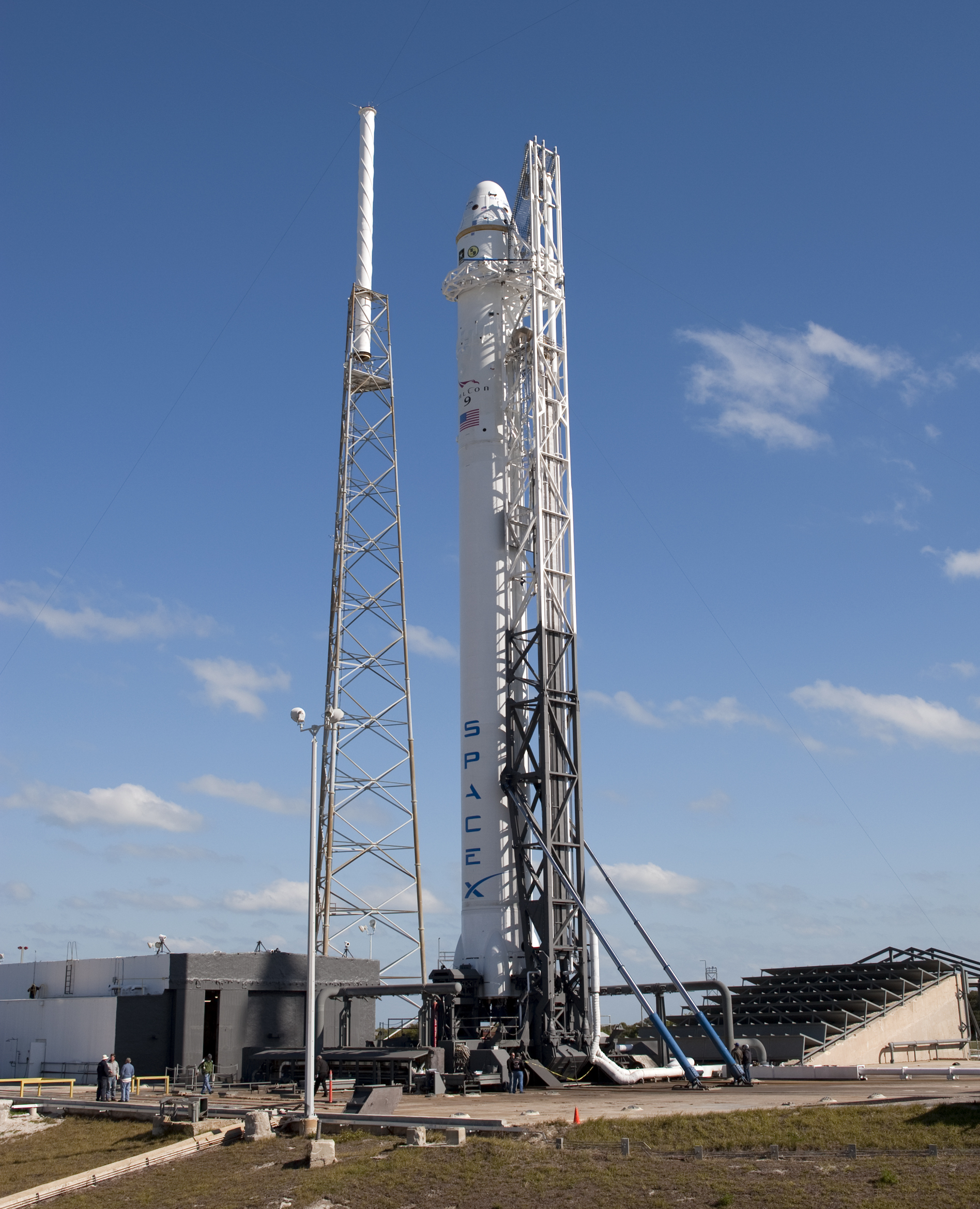
Rakieta na platformie przed testem statycznym
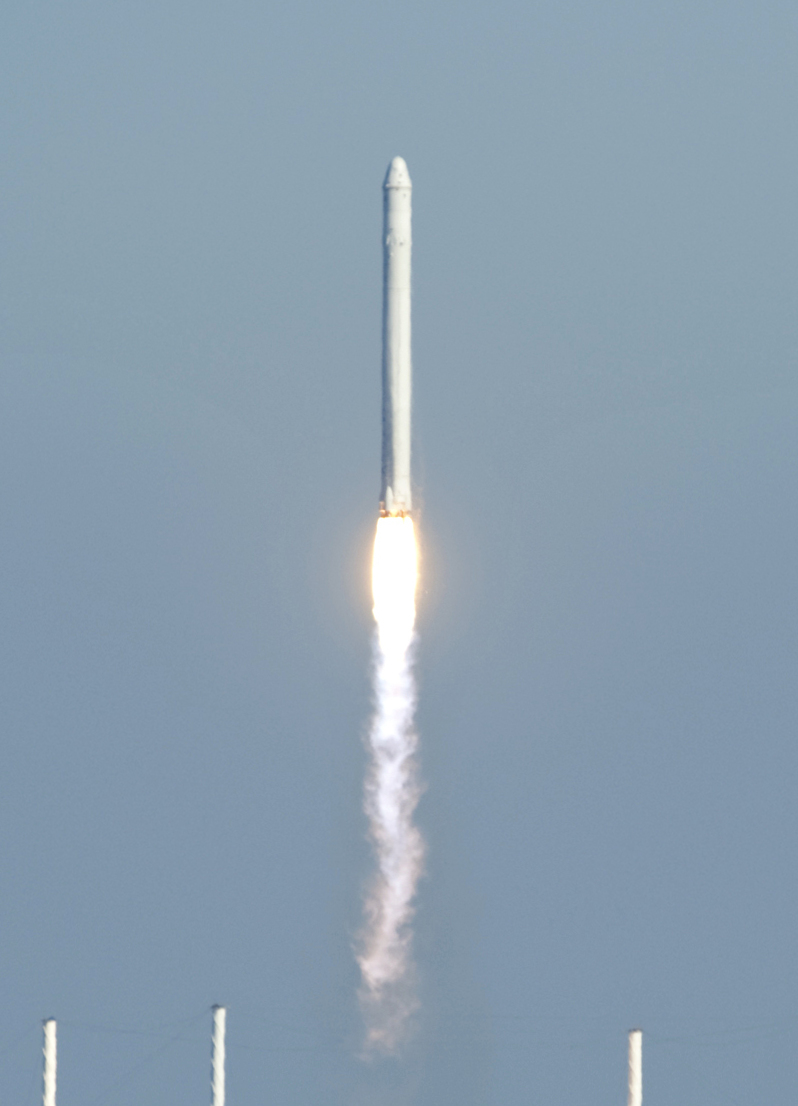
Start rakiety
- Start
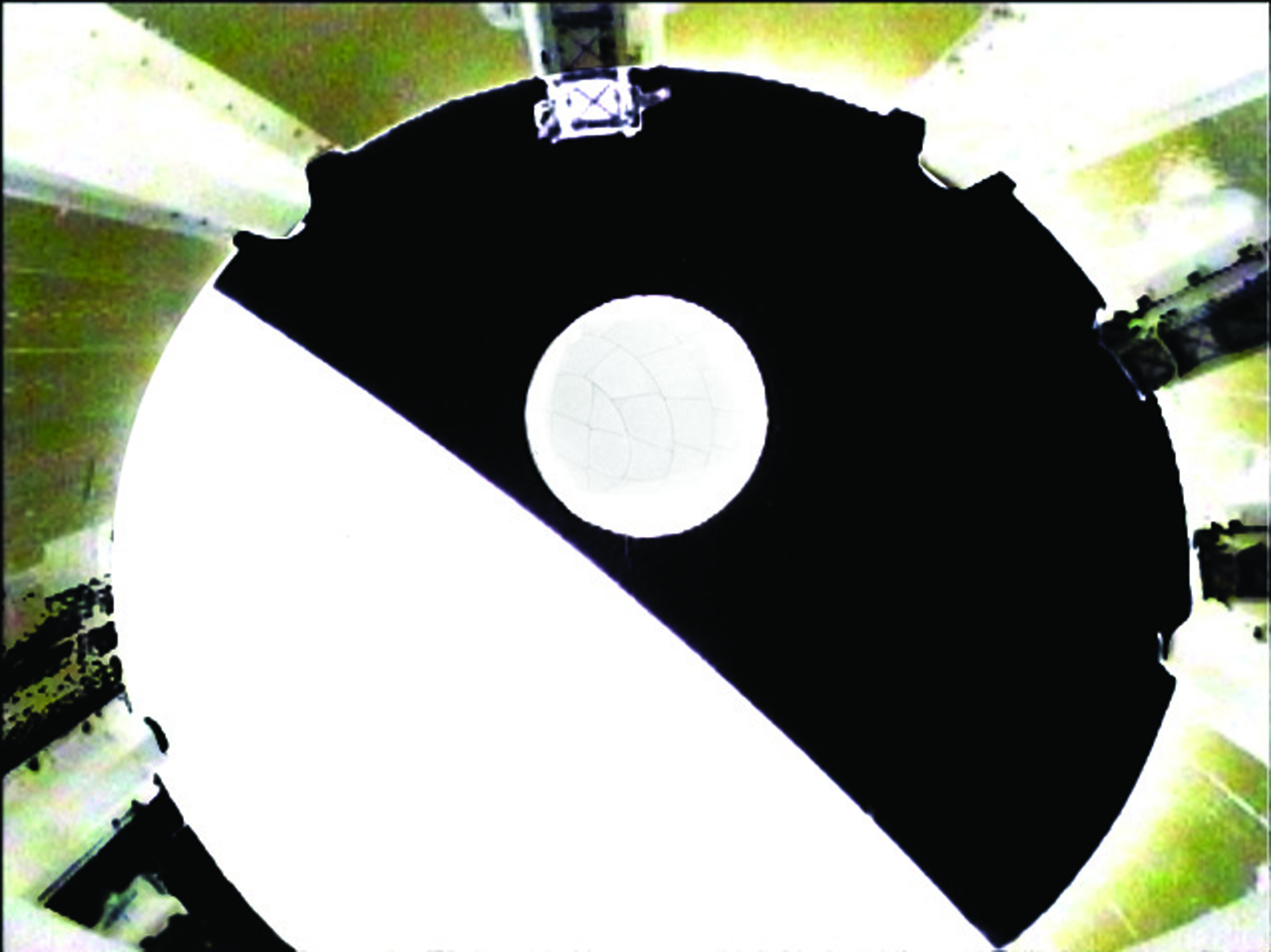
Oddzielenie Dragona od rakiety
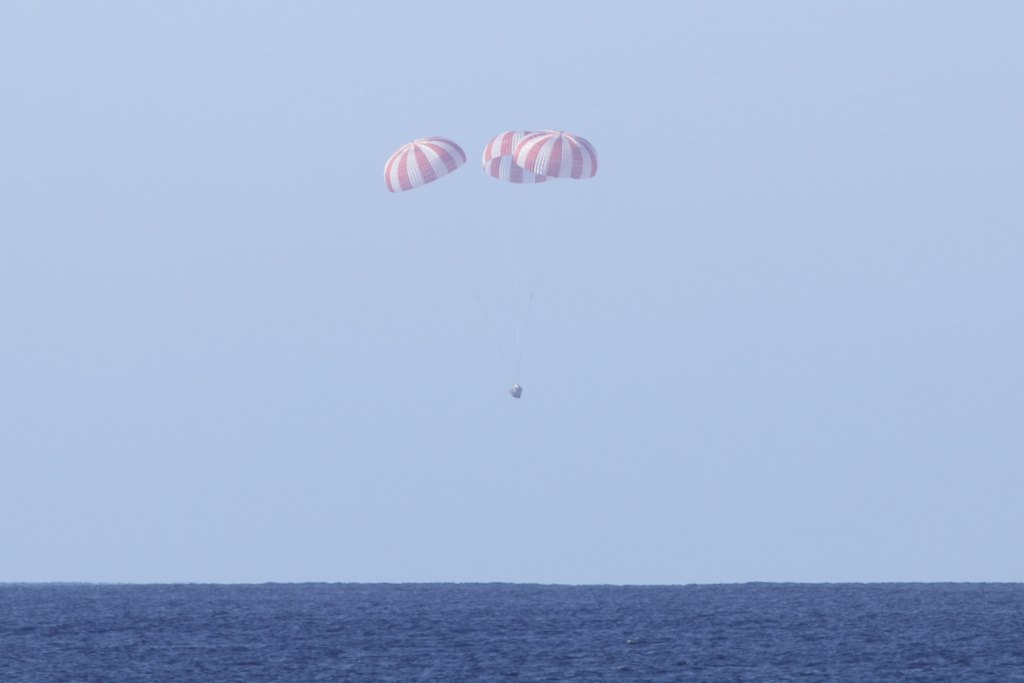
Powrót Dragona
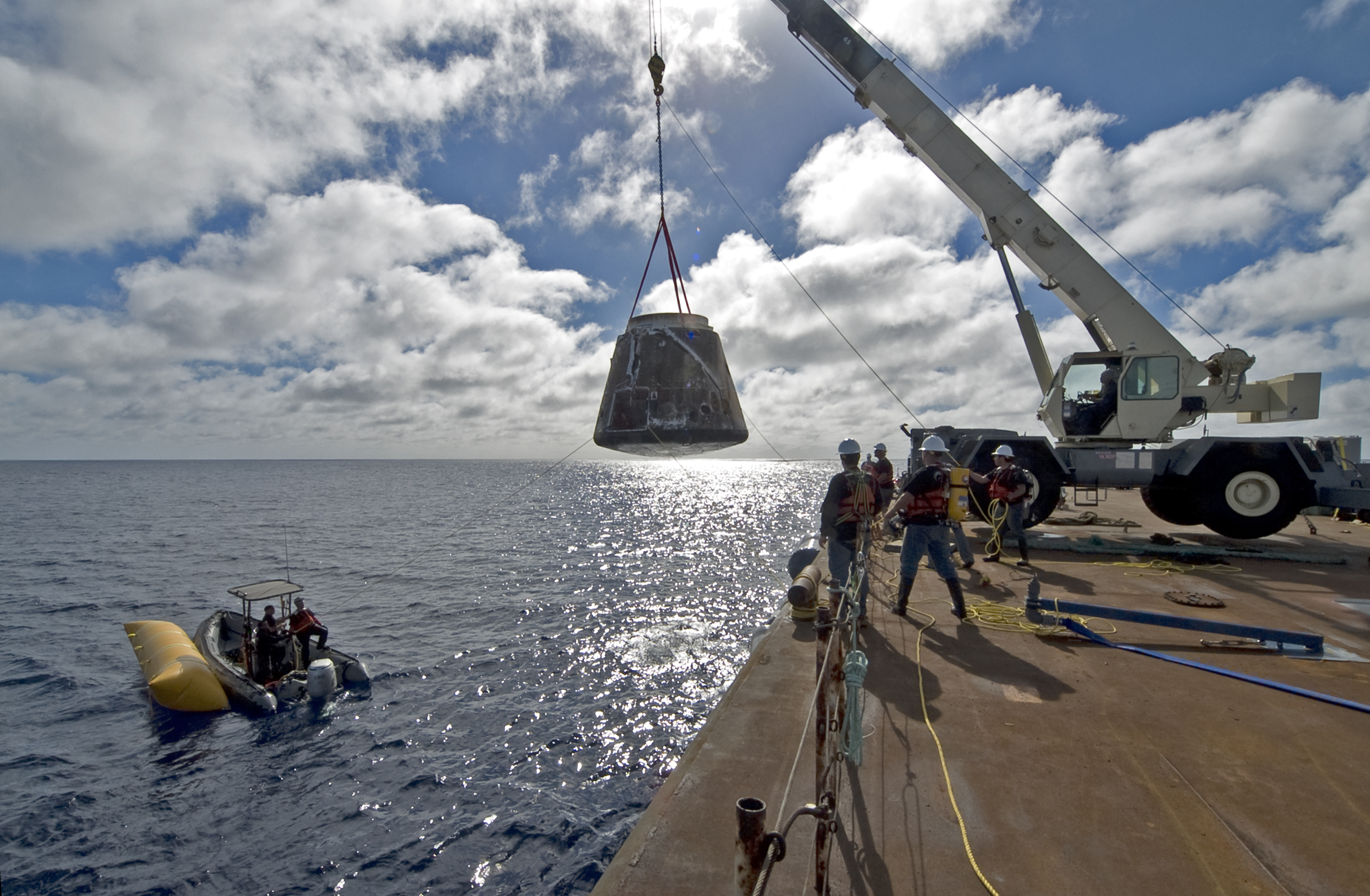
Wyłowienie
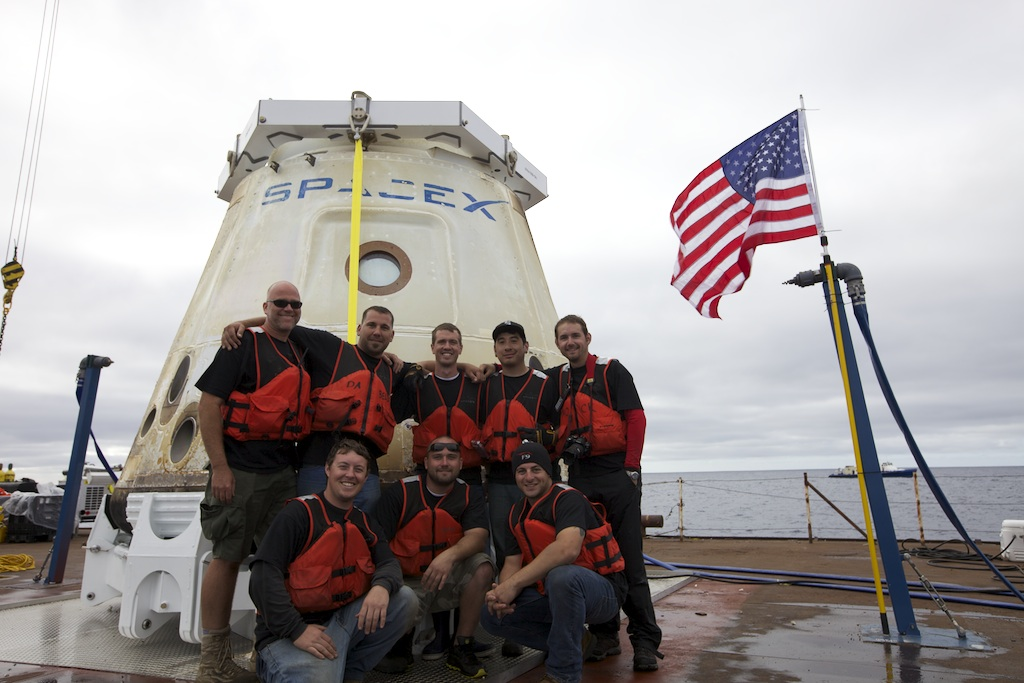
Dragon na statku
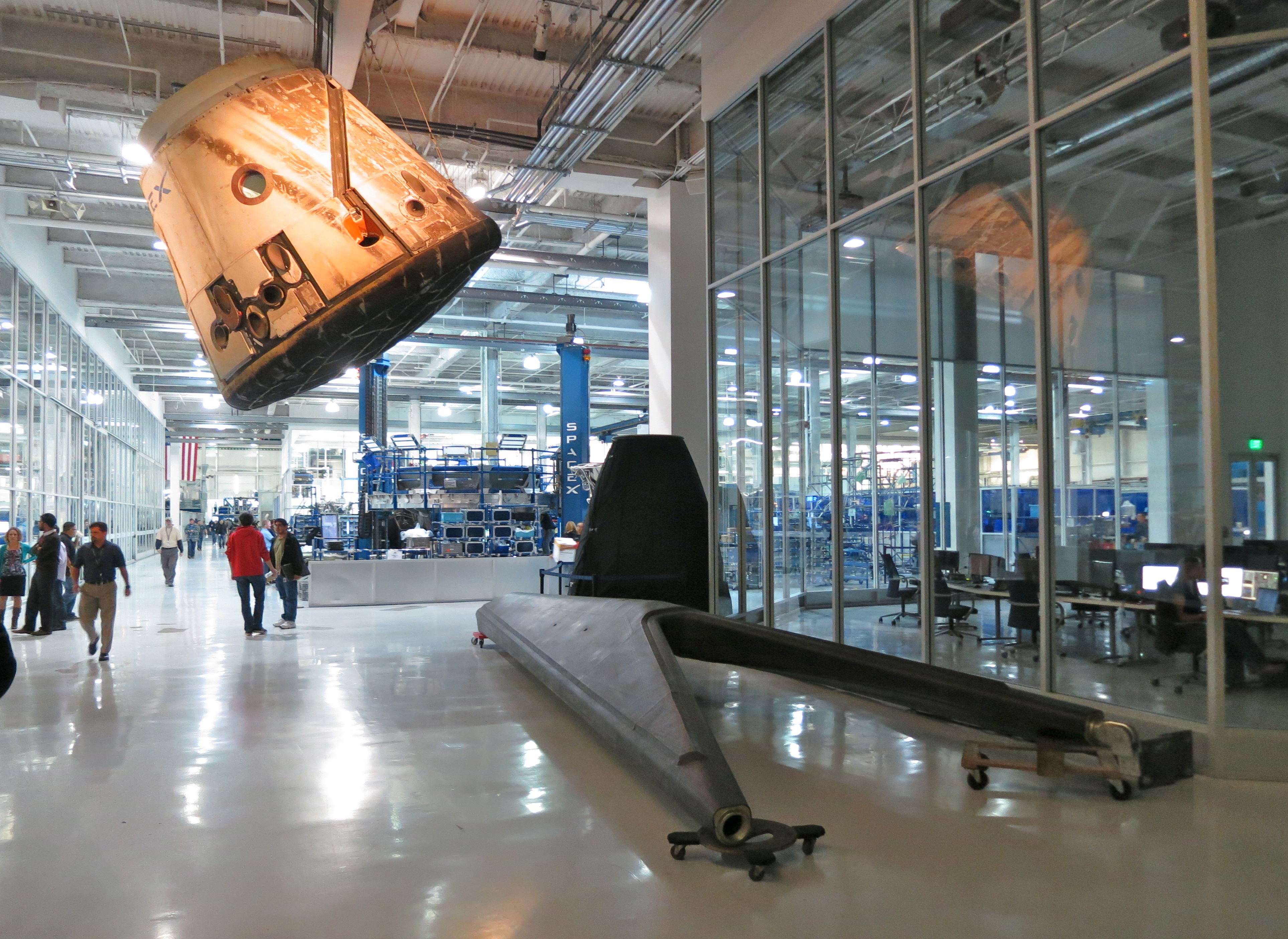
Dragon po lądowaniu w siedzibie SpaceX jako obiekt muzealny